# Bosque nacional de Coronado
El bosque nacional de Coronado (del inglés: Coronado National Forest) es un bosque nacional de Estados Unidos que comprende un área de cerca de 7200 km² repartidos a lo largo de las cadenas montañosas del sureste del estado de Arizona y el suroeste de Nuevo México, en el oeste de los Estados Unidos.
El bosque se encuentra en los condados de Cochise, Graham,  Santa Cruz,  Pima y Pinal, en Arizona, y en el condado de Hidalgo (Nuevo México), en Nuevo México.
El bosque nacional se divide en cinco distritos para guardaparques. Los propios distritos no son contiguos, cada uno consta de varias "islas".